# سنفورد جی فرانک
سنفورد جی فرانک (انگلیسی: Sanford Jay Frank; ۲۱ ژوئیهٔ ۱۹۵۴ – ۱۸ آوریل ۲۰۱۴) فیلم‌نامه‌نویس اهل ایالات متحده آمریکا بود.
وی همچنین برندهٔ جوایزی همچون جوایز امی ساعات پربیننده شده‌است.